# Wedgwood

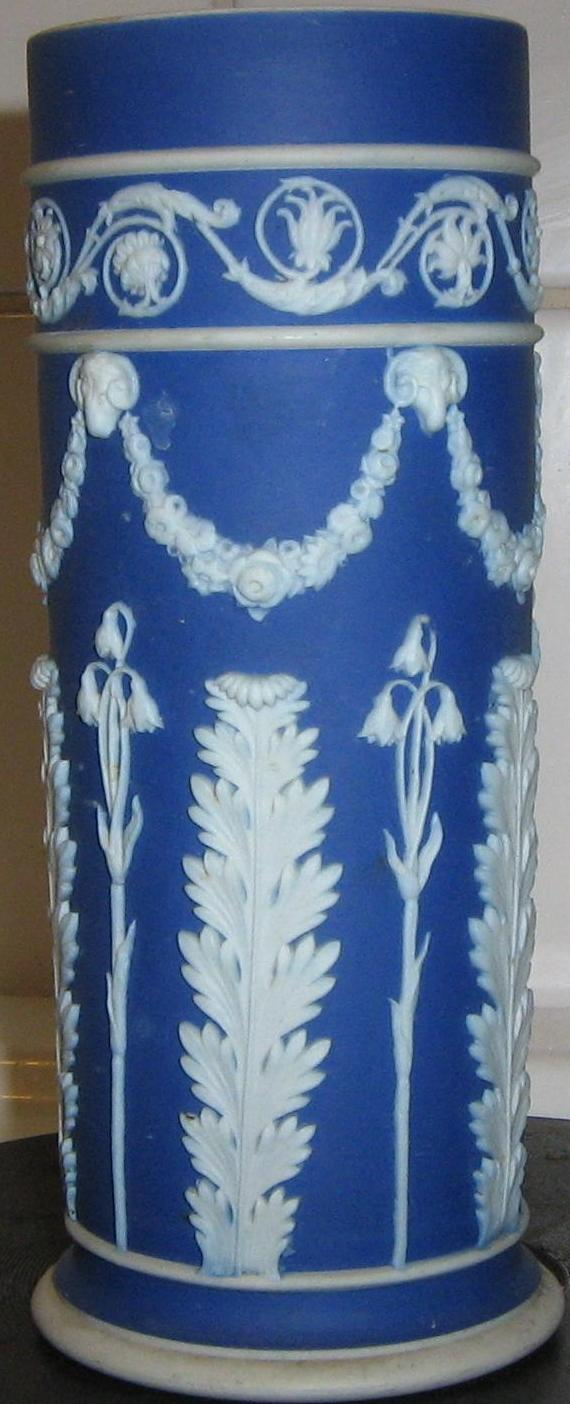
Vas i jaspergods från Wedgewoods eturiafabrik.

Wedgwood är en keramikverkstad, grundad 1759 och belägen i Stoke-on-Trent, Storbritannien.
Fabriken grundades av Josiah Wedgwood, som 1754-59 studerat keramiktillverkningen som kompanjon till Thomas Whieldon i Fenton. År 1759 startade han sin egen fabrik, Ivy House och Bell House i Burslem. Burslem var en av de fem städer i Staffordshire som senare skulle förenas till Stoke-on-Trent, ett område som kommit att kallas "The potteries" för den rika förekomsten av porslins- och keramikfabriker i området.
Wedgwood var en pionjär inom den tidiga industrialismen i Storbritannien. Han insåg det nödvändiga i att modernisera fabriken, och förbättrade transporten av lera och flinta från andra trakter i Staffordshire genom att bygga kanaler. Han beställde även en ångmaskin av James Watt. Kända konstnärer anställdes som modellörer. En av hans kataloger illustrerades av grafikern William Blake.
Han experimenterade med material och tekniker, och en av fabrikens innovationer var det gräddfärgade flintgodset queens ware, uppkallat efter drottning Charlotta. Bland de mer kända beställningarna av godset var en jätteservis om 952 delar av Katarina II av Ryssland på 1770-talet för Grenouillepalatset.
År 1762 träffade Josiah Wedgwood en köpman från Liverpool, Thomas Bentley, som kom att intressera honom för antiken. Tillsammans grundade de båda 1768 en ny fabrik i närheten av Burslem som kom att kallas Etruria (serviserna var tänkta att gå i etruskisk stil). Vid etruriafabriken experimenterade Wedgwood med leror som gav marmorerad effekt, och utvecklade därvid den redan kända "agat ware". Han tog även fram ett oglaserat svart gods, som kallades black basalt och som var en vidareutveckling av Staffordshiregodset Egyptian black. Han tog även upp det röda stengodset som varit känt sedan början av 1700-talet och döpte det till rosso antico och använde det på ett snarlikt sätt som black basalt. I fabriken tillverkades också ett oglaserat gulgrått stengods med rottingliknande dekor, kallat cane ware. Pearl ware introducerades 1779 och var det mest porslinslika gods som tillverkades Josiah Wedgwoods tid.
Antikens kaméer med skarpa reliefkonturer i kyligt vitt inspirerade Wedgwood till hans kanske mest berömda uppfinning, det så kallade jaspergodset (engelska: jasperware) från år 1775. Jaspergodset var ett porslinsliknande material. Det var vitt men kunde färgas mörkblått, lavendelblått, ljusgrönt, olivgrönt, ljuslila, gult och svart. Jaspergods användes till alla möjliga typer av föremål som möbelbeslag, käppknoppar, knappar, snusdomar med mera. Först på 1780-talet började man tillverka det typiska Wedgwoodvaserna. Under 1780- och 1790-talet tillverkades ett fyrtiotal kopior av Portlandvasen som då tillhörde hertiginnan av Portland i mörkblått jaspergods, som blev mycket uppmärksammade i sin samtid.
Upphovsmännen till de olika föremålen är anonyma och inga signeringar förekom, men kända namn som skulptörerna John Flaxman och William Hackwood arbetade för Eturia.
Den gamla fabriken i Burslem lades ned i början av 1770-talet, men produktionen i Etruria fortsatte ända fram till 1940, då fabriken flyttade till Barlaston.